# Vivalangues
Vivalangues est un réseau de voyages partout dans le monde dont l'unique but est de développer sa culture et d'apprendre à parler une autre langue.
Ce réseau a été créé par Pierre Norand en janvier 1972. Charlotte Bécart-Deroubaix est directrice générale.
Pendant la crise sanitaire du covid-19, l'activité de Vivalangues a fortement chuté.